# Río Algoz
El río Algoz (en portugués, ribeiro de Algoz) es un río del suroeste de la península ibérica que transcurre íntegramente por el Algarve (Portugal).

## Curso
El Algoz surge cerca del pueblo de Tunes y pasa por el pueblo de Algoz, sede de la parroquia civil de Algoz e Tunes. El río es un afluente del río Alcantarilha y recorre una distancia de 10,5 km desde su nacimiento hasta su confluencia con el río Alcantarilha, que desemboca en el océano Atlántico entre Pêra y Armação de Pêra. Parte del río fluye bajo tierra durante 0,32 km, por debajo de la Rua do Ribeiro en la localidad de Algoz.